# Goryphus gibbosus
Goryphus gibbosus là một loài tò vò trong họ Ichneumonidae.